# José Casorrán
José Casorrán Ayuda (Albalate del Arzobispo, Teruel; 4 de mayo de 1919-Zaragoza, 9 de agosto de 2019) fue un ciclista español, profesional entre los años 1940 y 1950.
Junto a sus hermanos Mariano y Fermín, destacó en Aragón obteniendo victorias importantes como el Gran Premio San Marcial, de Irún, o la Villarreal-Morella. Junto a José Lahoz y José Escolano, formó parte del grupo que consiguió en dos ocasiones el bronce el Campeonato de España por Regiones.
Casorrán participó en una ocasión en la Vuelta a España en la edición de 1947 en la que acabó en la posición 24.